# Reichstagswahlkreis Regierungsbezirk Gumbinnen 6

Die Wahlkreisaufteilung des Deutschen Reichs.

Der Reichstagswahlkreis Provinz Ostpreußen – Regierungsbezirk Gumbinnen 6 (Wahlkreis 16; Wahlkreis Oletzko-Lyck-Johannisburg) war ein Wahlkreis für die Reichstagswahlen im Deutschen Reich und im Norddeutschen Bund von 1867 bis 1918.

## Wahlkreiszuschnitt
Der Wahlkreis umfasste den Kreis Oletzko, den Landkreis Lyck, den Landkreis Johannisburg und die Landgemeinde Dietrichswalde aus dem Landkreis Sensburg.
| Jahr | Einwohner |
| ---- | --------- |
| 1890 | 144.109   |
| 1895 | 147.038   |
| 1900 | 141.056   |
| 1905 | 144.923   |
| 1910 | 146.054   |

|      | Landwirtschaft | Industrie und Gewerbe | Handel und Dienstleistungen |
| ---- | -------------- | --------------------- | --------------------------- |
| 1895 | 75,7           | 12,3                  | 12,0                        |
| 1907 | 72,5           | 12,9                  | 14,6                        |

|      | Evangelisch | Katholisch |
| ---- | ----------- | ---------- |
| 1890 | 98,0        | 1,1        |
| 1905 | 96,7        | 1,9        |
| 1910 | 96,1        | 2,3        |

## Abgeordnete
| Wahl                                 | Abgeordneter                | Partei                      | Bild |
| ------------------------------------ | --------------------------- | --------------------------- | ---- |
| Reichstagswahl Februar 1867 bis 1874 | George William von Simpson  | Konservative Partei         | 0    |
| Reichstagswahl 1874 bis 1874         | Robert Viktor von Puttkamer | Konservative Partei         |      |
| Ersatzwahl 1875 bis 1878             | Adolf Hillmann              | Deutsche Fortschrittspartei | 0    |
| Reichstagswahl 1878 bis 1884         | George William von Simpson  | Konservative Partei         | 0    |
| Reichstagswahl 1884 bis 1889         | Eduard Maubach              | Konservative Partei         | 0    |
| Reichstagswahl 1890 bis 1894         | Otto Steinmann              | Deutschkonservative Partei  | 0    |
| Ersatzwahl 1895 bis 1910             | Udo zu Stolberg-Wernigerode | Deutschkonservative Partei  |      |
| Ersatzwahl 1910 bis 1912             | Fritz Kochan                | NLP                         | 0    |
| Reichstagswahl 1912 bis 1918         | Hermann Reck                | Deutschkonservative Partei  |      |

## Wahlen

### 1867 (Februar)
Es fand nur ein Wahlgang statt.
| Kandidat                   | Partei              | Stimmen | in % | Anmerkungen |
| -------------------------- | ------------------- | ------- | ---- | ----------- |
| George William von Simpson | Konservative Partei | 10.558  | 0    | 0           |

### 1867 (August)
Es fand nur ein Wahlgang statt.
| Kandidat                   | Partei              | Stimmen | in % | Anmerkungen |
| -------------------------- | ------------------- | ------- | ---- | ----------- |
| George William von Simpson | Konservative Partei | 6864    | 0    | 0           |

### 1871
Es fand nur ein Wahlgang statt.
| Kandidat                   | Partei              | Stimmen | in % | Anmerkungen |
| -------------------------- | ------------------- | ------- | ---- | ----------- |
| George William von Simpson | Konservative Partei | 5964    | 0    | 0           |
|                            | Konservative Partei | 128     | 0    | 0           |
|                            | F                   | 4689    | 0    | 0           |
|                            | B                   | 57      | 0    | 0           |
| Sonstige                   | 0                   | 53      | 0    | 0           |

### 1874
Es fand nur ein Wahlgang statt.
| Kandidat                    | Partei              | Stimmen | in % | Anmerkungen |
| --------------------------- | ------------------- | ------- | ---- | ----------- |
| Robert Viktor von Puttkamer | Konservative Partei | 5884    | 0    | 0           |
|                             | F                   | 5689    | 0    | 0           |
| Sonstige                    | 0                   | 9       | 0    | 0           |

### Ersatzwahl 1875
Von Puttkammer legte am 26. Dezember 1874 das Mandat wegen seiner Ernennung zum Bezirkspräsidenten von Elsass-Lothringen nieder und es kam zu einer Ersatzwahl am 31. Mai 1875. Es fand nur ein Wahlgang statt.
| Kandidat       | Partei                      | Stimmen | in % | Anmerkungen |
| -------------- | --------------------------- | ------- | ---- | ----------- |
|                | Konservative Partei         | 3388    | 0    | 0           |
| Adolf Hillmann | Deutsche Fortschrittspartei | 5389    | 0    | 0           |

### 1877
Es fand nur ein Wahlgang statt.
| Kandidat       | Partei                      | Stimmen | in % | Anmerkungen |
| -------------- | --------------------------- | ------- | ---- | ----------- |
|                | Konservative Partei         | 3680    | 0    | 0           |
| Adolf Hillmann | Deutsche Fortschrittspartei | 5961    | 0    | 0           |
| Sonstige       | 0                           | 40      | 0    | 0           |

### 1878
Es fand nur ein Wahlgang statt.
| Kandidat                   | Partei                      | Stimmen | in % | Anmerkungen |
| -------------------------- | --------------------------- | ------- | ---- | ----------- |
| George William von Simpson | Konservative Partei         | 12.079  | 0    | 0           |
| Adolf Hillmann             | Deutsche Fortschrittspartei | 2768    | 0    | 0           |
| Sonstige                   | 0                           | 8       | 0    | 0           |

### 1881
Es fand nur ein Wahlgang statt.
| Kandidat                   | Partei                      | Stimmen | in % | Anmerkungen |
| -------------------------- | --------------------------- | ------- | ---- | ----------- |
| George William von Simpson | Konservative Partei         | 8607    | 0    | 0           |
|                            | Deutsche Fortschrittspartei | 4950    | 0    | 0           |
| Sonstige                   | 0                           | 1       | 0    | 0           |

### 1884
Es fand nur ein Wahlgang statt. Die Zahl der Wahlberechtigten betrug 25.521, die Zahl der abgegebenen Stimmen betrug 15.139, von denen 42 ungültig waren. Die Wahlbeteiligung betrug 59,5 %.
| Kandidat       | Partei                      | Stimmen | in % | Anmerkungen |
| -------------- | --------------------------- | ------- | ---- | ----------- |
| Eduard Maubach | Konservative Partei         | 12.667  | 0    | 0           |
|                | Deutsche Fortschrittspartei | 2465    | 0    | 0           |
| Sonstige       | 0                           | 7       | 0    | 0           |

### 1887
Es fand nur ein Wahlgang statt. Die Zahl der Wahlberechtigten betrug 26.930, die Zahl der abgegebenen Stimmen betrug 18.772, von denen 18 ungültig waren. Die Wahlbeteiligung betrug 75,9 %.
| Kandidat       | Partei                      | Stimmen | in % | Anmerkungen |
| -------------- | --------------------------- | ------- | ---- | ----------- |
| Eduard Maubach | Konservative Partei         | 16.275  | 0    | 0           |
|                | Deutsche Fortschrittspartei | 2493    | 0    | 0           |
| Sonstige       | 0                           | 4       | 0    | 0           |

### 1890
Es sind keine Wahlkreisabkommen der Parteien bekannt. Es fand nur ein Wahlgang statt. Die Zahl der Wahlberechtigten betrug 26.578, die Zahl der abgegebenen Stimmen betrug 16.810, von denen 39 ungültig waren. Die Wahlbeteiligung betrug 63,2 %.
| Kandidat       | Partei                      | Stimmen | in % | Anmerkungen             |
| -------------- | --------------------------- | ------- | ---- | ----------------------- |
| Otto Steinmann | Deutschkonservative Partei  | 11.976  | 71,4 | 0                       |
| von Brackhusen | Deutsche Fortschrittspartei | 4778    | 28,5 | Landgerichtsrat in Lyck |
| Sonstige       | 0                           | 17      | 0,1  | 0                       |

### 1893
Der BdL lehnte Steinmann als gemeinsamen Kandidaten ab und einigte sich mit den „gemäßigt liberalen Kräften“ des Wahlkreises auf die Unterstützung des freiheitlichen Kandidaten, der sich für die Militärvorlage ausgesprochen hatte. Es fand nur ein Wahlgang statt. Die Zahl der Wahlberechtigten betrug 26.725, die Zahl der abgegebenen Stimmen betrug 17.404, von denen 24 ungültig waren. Die Wahlbeteiligung betrug 65,1 %.
| Kandidat       | Partei                     | Stimmen | in % | Anmerkungen                                                                                            |
| -------------- | -------------------------- | ------- | ---- | --- |
| Otto Steinmann | Deutschkonservative Partei | 9025    | 52,0 | 0 |
| Hillmann       | FVP                        | 4730    | 27,2 | Gutsbesitzer in Nordenthal                                                                             |
| Ernst Ebhardt  | SPD                        | 630     | 3,6  | 0 |
| Seydel         | Unabhängiger Bewerber      | 2991    | 17,2 | Gutsbesitzer, Vorsitzender des landwirtschaftlichen Zentralvereins für Litauen und Masuren in Chelchen |
| Sonstige       | 0                          | 3       | 0,0  | 0 |

### Ersatzwahl 1895
Nach dem Tod von Steinmann kam es zu einer Ersatzwahl am 23. Februar 1895. Es fand nur ein Wahlgang statt. Es sind keine Wahlkreisabkommen der Parteien bekannt. Die Zahl der Wahlberechtigten betrug 27.452, die Zahl der abgegebenen Stimmen betrug 17.726, von denen 28 ungültig waren. Die Wahlbeteiligung betrug 64,6 %.
| Kandidat                    | Partei                     | Stimmen | in % | Anmerkungen                    |
| --------------------------- | -------------------------- | ------- | ---- | ------------------------------ |
| von Borcke                  | BdL                        | 107     | 0,6  | Bauernhofbesitzer und Gastwirt |
| Gustav Dau                  | FVP                        | 3889    | 22,0 | 0                              |
| Udo zu Stolberg-Wernigerode | Deutschkonservative Partei | 12.259  | 69,3 | 0                              |
| Ernst Ebhardt               | SPD                        | 1439    | 8,1  | 0                              |
| Sonstige                    | 0                          | 4       | 0,0  | 0                              |

### 1898
Es sind keine Wahlkreisabkommen der Parteien bekannt. Es fand nur ein Wahlgang statt. Die Zahl der Wahlberechtigten betrug 27.197, die Zahl der abgegebenen Stimmen betrug 17.949, von denen 117 ungültig waren. Die Wahlbeteiligung betrug 66,0 %.
| Kandidat                    | Partei                     | Stimmen | in % | Anmerkungen                 |
| --------------------------- | -------------------------- | ------- | ---- | --------------------------- |
| Opitz                       | FVP                        | 3463    | 19,4 | Gutsbesitzer in Schedlisken |
| Udo zu Stolberg-Wernigerode | Deutschkonservative Partei | 12.822  | 71,9 | 0                           |
| Bahrke                      | MVP                        | 229     | 1,3  | Redakteur in Lyck           |
| Eugen Lewandowski           | Polen                      | 44      | 0,2  | Drogist in Gnesen           |
| Ernst Ebhardt               | SPD                        | 1260    | 7,1  | 0                           |
| Sonstige                    | 0                          | 14      | 0,1  | 0                           |

### 1903
Nachdem Stolberg-Wernigerode zusagte, bei den bevorstehenden Handelsvertragsverhandlungen die Position des BdL zu unterstützen, unterstützte dieser seine Wahlkreiskandidatur. Es fand nur ein Wahlgang statt. Die Zahl der Wahlberechtigten betrug 27.555, die Zahl der abgegebenen Stimmen betrug 17.643, von denen 66 ungültig waren. Die Wahlbeteiligung betrug 64,0 %.
| Kandidat                    | Partei                     | Stimmen | in % | Anmerkungen                                |
| --------------------------- | -------------------------- | ------- | ---- | ------------------------------------------ |
| Rudolf Braesicke            | FVP                        | 678     | 3,9  | 0                                          |
| Udo zu Stolberg-Wernigerode | Deutschkonservative Partei | 15.645  | 89,0 | 0                                          |
| Eugen Lewandowski           | Polen                      | 130     | 0,7  | 0                                          |
| Ernst Ebhardt               | SPD                        | 1106    | 6,3  | Rittergutsbesitzer in Kommorowen (Masuren) |
| Sonstige                    | 0                          | 18      | 0,1  | 0                                          |

### 1907
Es sind keine Wahlkreisabkommen der Parteien bekannt. Es fand nur ein Wahlgang statt. Die Zahl der Wahlberechtigten betrug 27.552 die Zahl der abgegebenen Stimmen betrug 21.882, von denen 22 ungültig waren. Die Wahlbeteiligung betrug 79,4 %.
| Kandidat                          | Partei                     | Stimmen | in % | Anmerkungen                                                                                 |
| --------------------------------- | -------------------------- | ------- | ---- | ------------------------------------------------------------------------------------------- |
| Ernst Siehr                       | FVP                        | 833     | 3,8  | 0                                                                                           |
| Udo zu Stolberg-Wernigerode       | Deutschkonservative Partei | 20.343  | 93,1 | 0                                                                                           |
| Gottlieb Labusch (Bogumił Labusz) | MVP                        | 41      | 0,2  | Besitzer in Haasenberg, Vorsitzender der Masurischen Volkspartei, Namensgeber von Labuszewo |
| Hugo Haase                        | SPD                        | 630     | 2,9  | 0                                                                                           |
| Sonstige                          | 0                          | 13      | 0,0  | 0                                                                                           |

### Ersatzwahl 1910
Nach dem Tod von Stolberg-Wernigerode im Februar 1910 erfolgte am 14. April eine Ersatzwahl. Der BdL unterstützte den konservativen Kandidaten, die liberalen Parteien einigten sich auf einen NLP-Kandidaten, der auch massiv vom Hansa-Bund und dem Deutschen Bauernbund unterstützt wurde. Es fand nur ein Wahlgang statt, in dem 24.160 Stimmen abgegeben wurden, von denen 91 ungültig waren. Die Wahlbeteiligung betrug 86,1 %.
| Kandidat      | Partei                     | Stimmen | in % | Anmerkungen |
| ------------- | -------------------------- | ------- | ---- | ----------- |
| Fritz Kochan  | NLP                        | 12.829  | 53,3 | 0           |
| Emil Braemer  | Deutschkonservative Partei | 10.325  | 42,9 | 0           |
| Hermann Linde | SPD                        | 914     | 3,8  | 0           |
| Sonstige      | 0                          | 1       | 0,0  | 0           |

### 1912
Es sind keine Wahlkreisabkommen der Parteien bekannt. Die Zahl der Wahlberechtigten betrug 28.864, die Zahl der abgegebenen Stimmen betrug 25.983, von denen 94 ungültig waren. Die Wahlbeteiligung betrug 90,0 %.
| Kandidat      | Partei                     | Stimmen | in % | Anmerkungen |
| ------------- | -------------------------- | ------- | ---- | ----------- |
| Fritz Kochan  | NLP                        | 9916    | 38,3 | 0           |
| Hermann Reck  | Deutschkonservative Partei | 15.000  | 58,0 | 0           |
| Hermann Linde | SPD                        | 939     | 3,6  | 0           |
| Sonstige      | 0                          | 34      | 0,1  | 0           |